# Convent de la Mercè (Castelló d'Empúries)
El Convent de la Mercè és una obra de Castelló d'Empúries (Alt Empordà) inclosa a l'Inventari del Patrimoni Arquitectònic de Catalunya.

## Descripció
Situat dins del nucli urbà de la població de Castelló d'Empúries, a l'extrem nord-oest del nucli antic, formant cantonada entre els carrers Comalac, del Cònsul i del Portal de la Mercè.
Edifici cantoner de grans dimensions acompanyat d'un gran pati, i delimitat per una tanca bastida amb pedra i maons, i amb diversos trams del parament arrebossats. Està format per dos cossos rectangulars amb les cobertes de teula de dos vessants i distribuïts en planta baixa i pis. La façana principal està orientada al carrer del Portal de la Mercè. Presenta tres grans portals d'arc rebaixat bastits en maons i amb els emmarcaments arrebossats. Al pis hi ha tres senzilles finestres rectangulars bastides en maons també. La cantonada de migdia del parament està atalussada i bastida amb carreus de pedra calcària blanca ben tallats. A la part superior de la cantonada hi ha una fornícula de mig punt arrebossada. Al costat hi ha dues estretes obertures allargades. La façana de migdia també presenta al pis finestres rectangulars amb els emmarcaments arrebossats. A l'extrem sud-est de la finca, integrat dins la tanca delimitadora, destaca un gran portal d'arc rebaixat bastit amb carreus de pedra desbastats. Està coronat per un frontó triangular arrebossat i decorat amb motllures rectilínies bastides amb maons. També hi ha un petit accés a l'interior del recinte des del carrer del Cònsul. A l'extrem sud-oest, adossada a la tanca delimitadora del recinte, hi ha una font.
La construcció està bastida en pedra sense treballar, carreus desbastats i maons tot lligat amb abundant morter de calç, que alhora revesteix les estructures.

## Història
L'any 1238 va ser fundat per Sant Pere Nolasc el convent de Sant Bartomeu de frares mercedaris a extramurs de la població, prop del “pont de la Mercè” del rec del Molí, en temps del comte Ponç Hug III. Posteriorment, vers el segle xviii, es va traslladar a intramurs, vora del portal de la Verge Maria.
Cal esmentar que al pati de la casa Nouvilas hi resten dues galeries del claustre d'influència renaixentista, amb arcs rebaixats i columnes toscanes.